# Herøy, Møre og Romsdal
Bản mẫu:Otherplaces3

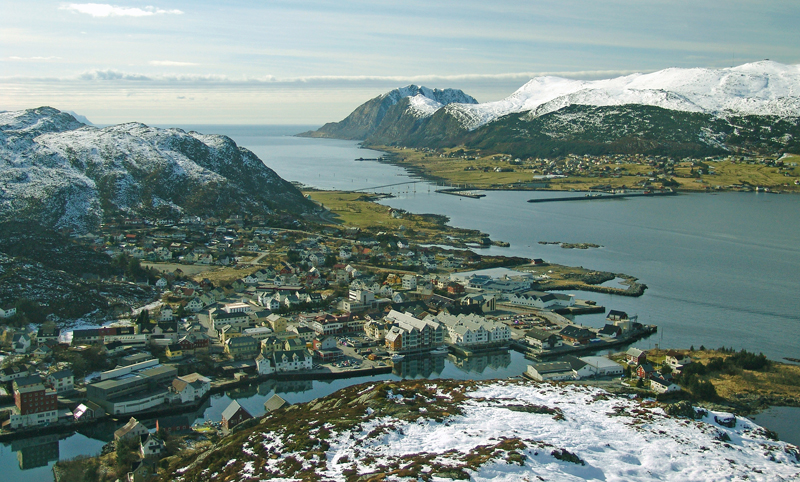
Làng chính Fosnavåg

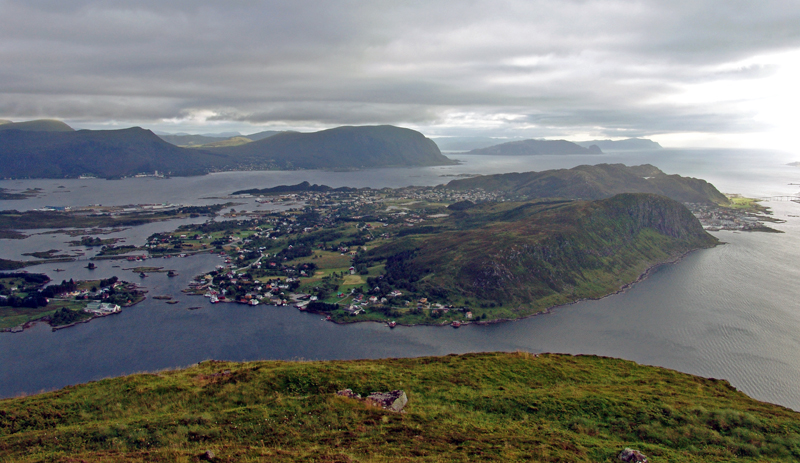
Đảo chính Bergsøy

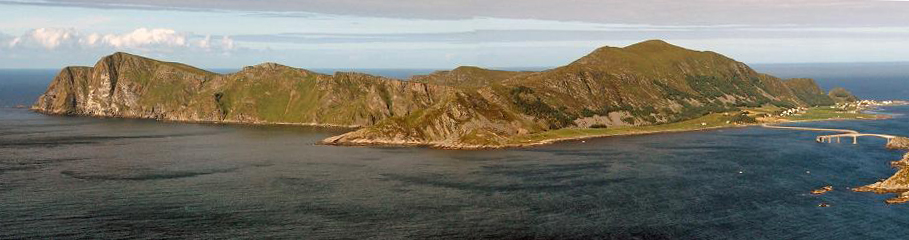
Đảo Runde

Herøy là một đô thị ở hạt Møre og Romsdal, Na Uy.
Herøy đã được thành lập làm một đô thị ngày 1 tháng 1 năm 1838 (xem formannskapsdistrikt). Sande đã được tách khỏi Herøy năm 1867.
Trung tâm dân số và hành chính của đô thị này nằm ở Fosnavåg trên đảo Bergsøya. Herøy có 8 hòn đảo, trong đó có đảo Runde có loài chim biển lớn và đảo Skorpa, là một trạm của Shetland bus.
Herøyfjord chia đôi Herøy. 